# Ageratina ramireziorum
Ageratina ramireziorum là một loài thực vật có hoa trong họ Cúc. Loài này được (Espinosa) B.L.Turner mô tả khoa học đầu tiên năm 1987.